# Lepidium beamanii
Lepidium beamanii är en korsblommig växtart som beskrevs av Reed Clark Rollins. Lepidium beamanii ingår i släktet krassingar, och familjen korsblommiga växter. Inga underarter finns listade i Catalogue of Life.